# Кассир, Самир
Сами́р Касси́р Samir Kassir, (араб. سمير قصير‎ 5 мая 1960, Ашрафия — 2 июня 2005, Ашрафия) — ливанский журналист, общественный деятель, профессор истории палестинского происхождения.

## Биография
Из семьи прихожан Антиохийской православной церкви. Работал в крупнейшей ливанской газете «Аль-Нахар», а также вёл постоянную колонку во французском журнале «Le Monde Diplomatique». Видный публицист Кедровой революции 2005 года.
Автор публикаций по современной арабской истории «Незавершённая весна» (An Unfinished Spring).
Кассир был одним из наиболее известных арабских левых, был известным сторонником палестинцев и резким критиком сирийской оккупации Ливана. Борец за светскую демократию, он был среди основателей Демократического левого движения. Предсказал арабскую весну задолго до начала революции в Тунисе.
2 июня 2005 года погиб в христианском квартале Ашрафия, в Бейруте, в результате взрыва подложенной в машину бомбы.

## Семья
- Жена ─ Жизель Хури (1961 ─2023) ─ ливанская журналистка[2].

## Труды
- Itinéraires de Paris à Jérusalem. La France et le conflit israélo-arabe, 2 volumes, Paris, Revue des études palestiniennes, 1992 et 1993 (with Farouk Mardam-Bey).
- La guerre du Liban; De la dissension nationale au conflit régional (1975—1982), Paris, Karthala/Cermoc, 1994.
- Histoire de Beyrouth, Paris, Fayard, 2003.
- `Askar `ala mén? Lubnan al-jumhúriyya al-mafqúda, Beirut, Dár al-Nahár, 2004. (Soldiers against whom? Lebanon, the lost republic).
- Dímúqrátiyyat súria wastiqlál lubnan; al-ba`th `an rabí` dimashq, Beirut, Dár al-Nahár, 2004. (Syrian democracy and Lebanese independence: in search of the Damascus Spring).
- Considerations sur le malheur arabe, Paris, Actes Sud, 2004. Translated and published by, Dár al-Nahár, in November 2005.
- Liban: Un printemps inachevé, Actes Sud, 2006. Translated from Arabic by Hoda Saliby.
- L’infelicità araba, Giulio Einaudi editore s.p.a. Torino 2006.
- Primavere per una Siria Democratica e un Libano Independente, Mesogea by GEm s.r.l. 2006.
- Das arabische Unglück, Schiler 2006
- De la desgracia de ser árabe, Almuzara 2006
- Being Arab, Verso, London 2006
- Den arabiska olyckan, Ruin, Stockholm 2006
- At være araber, Informations Forlag, Købehavn 2009
- Arap Talihsizliği, İletişim Yayınları, İstanbul 2011

## Линки
- Samir Kassir Website done by members of the Democratic left movement (inactive since January 2006)
- Samir Kassir’s articles (Arabic)
- Samir Kasir Prize for the freedom of the press Архивная копия от 25 декабря 2006 на Wayback Machine (In French)
- Connecting the dots in Lebanon